# سسنا ۴۰۰
سسنا ۴۰۰ (به انگلیسی: Cessna 400) یک هواگرد ساختِ کارخانهٔ سسنا در کشور ایالات متحده آمریکا است که در سال ۲۰۰۴ ساخته شد.